# Вотерфорд (Пенсільванія)
Вотерфорд (англ. Waterford) — місто (англ. borough) в США, в окрузі Ері штату Пенсільванія. Населення — 1476 осіб (2020).

## Географія
Вотерфорд розташований за координатами 41°56′43″ пн. ш. 79°59′6″ зх. д. / 41.94528° пн. ш. 79.98500° зх. д. (41.945169, -79.985133).  За даними Бюро перепису населення США в 2010 році місто мало площу 3,21 км², з яких 3,17 км² — суходіл та 0,04 км² — водойми.

## Демографія
Згідно з переписом 2010 року, у селищі мешкало 1517 осіб у 623 домогосподарствах у складі 409 родин. Густота населення становила 472 особи/км².  Було 661 помешкання (206/км²).
Расовий склад населення:
| - 98,5 % — білих - 0,4 % — чорних або афроамериканців - 0,3 % — корінних американців - 0,3 % — азіатів |

До двох чи більше рас належало 0,6 %. Частка іспаномовних становила 0,9 % від усіх жителів.
За віковим діапазоном населення розподілялося таким чином: 23,8 % — особи молодші 18 років, 60,1 % — особи у віці 18—64 років, 16,1 % — особи у віці 65 років та старші. Медіана віку мешканця становила 39,6 року. На 100 осіб жіночої статі у селищі припадало 91,1 чоловіків;  на 100 жінок у віці від 18 років та старших — 89,8 чоловіків також старших 18 років.
Середній дохід на одне домашнє господарство  становив 50 022 долари США (медіана — 41 856), а середній дохід на одну сім'ю — 63 437 доларів (медіана — 57 833). За межею бідності перебувало 9,0 % осіб, у тому числі 17,8 % дітей у віці до 18 років та 3,4 % осіб у віці 65 років та старших.
Цивільне працевлаштоване населення становило 620 осіб. Основні галузі зайнятості: роздрібна торгівля — 21,6 %, виробництво — 17,6 %, освіта, охорона здоров'я та соціальна допомога — 15,2 %, мистецтво, розваги та відпочинок — 13,2 %.